# Pyrinia fusilineata
Pyrinia fusilineata es una especie de polilla de la familia Geometridae. La especie fue descrita por primera vez por Francis Walker habiendo sido descrita en 1863, con distribución en el estado de la Federación de las Indias Occidentales.